# Primi nove venerdì del mese

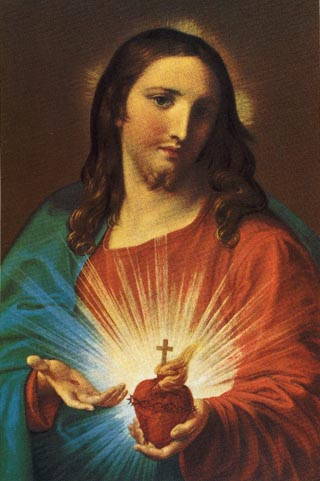
Il Sacro Cuore di Gesù, opera del pittore Pompeo Batoni

Quella dei Primi nove venerdì del mese è una pratica devozionale della Chiesa cattolica, nata in seguito alla "Grande Promessa" che Gesù Cristo stesso ha rivelato a santa Margherita Maria Alacoque.

## Origine della devozione
Santa Margherita Maria Alacoque, monaca dell'Ordine della Visitazione, fondato da san Francesco di Sales, presso il convento di Paray-le-Monial, sostenne di avere ricevuto da Gesù la promessa di grazia se si fossero comunicati per il primo venerdì di nove mesi consecutivi.
In una delle apparizioni, Gesù Cristo, mostrando a Margherita Alacoque il proprio cuore e lamentandosi delle ingratitudini degli uomini, le ha chiesto che in riparazione si frequentasse la santa comunione, specialmente nel primo venerdì di ogni mese.
Questa pratica devozionale venne interpretata dalla stessa Margherita Maria Alacoque come atto di riparazione verso il comportamento umano nei confronti del Sacro Cuore di Gesù.

## Le promesse di Gesù per i devoti del suo Sacro Cuore
La "grande promessa" fa parte di un gruppo di dodici promesse che Gesù avrebbe comunicato a Margherita Maria Alacoque tra il 1673 e il 1675:
- 1a Promessa: “La mia benedizione resterà sulle case in cui sarà esposta e venerata l’immagine del mio Sacro Cuore”.
- 2a Promessa: “Darò ai devoti del Mio Cuore tutte le grazie necessarie al loro stato”.
- 3a Promessa: "Stabilirò e conserverò la pace nelle loro famiglie".
- 4a Promessa: “Li consolerò in tutte le loro afflizioni”.
- 5a Promessa: “Sarò un rifugio sicuro nella vita e soprattutto nell’ora della morte”.
- 6a Promessa: “Effonderò abbondanti benedizioni sui loro lavori e le loro imprese”.
- 7a Promessa: “I peccatori troveranno nel mio Cuore una fonte inesauribile di misericordia”.
- 8ª Promessa: “Le anime tiepide diventeranno fervorose attraverso la pratica di questa devozione”.
- 9ª Promessa: “Le anime fervorose s’innalzeranno rapidamente a grande perfezione”.
- 10ª Promessa: “Darò ai sacerdoti che praticheranno in particolare questa devozione il potere di toccare i cuori più induriti”.
- 11ª Promessa: “Le persone che diffonderanno questa devozione avranno il proprio nome inscritto per sempre nel Mio Cuore”.
- 12ª Promessa: “A tutti coloro che per nove mesi consecutivi si comunicheranno il primo Venerdì di ogni mese darò la grazia della perseveranza finale e della salvezza eterna”.

## Condizioni
Secondo i devoti cattolici, per rendersi degni della grande promessa di Gesù Cristo sarebbe necessario:
1. Accostarsi alla Comunione (secondo la dottrina cattolica, per accostarsi alla Comunione occorre essere "in grazia di Dio"; quindi, il fedele cosciente di avere commesso un peccato mortale dovrà premettere la confessione),
2. per nove mesi consecutivi (quindi chi avesse incominciato le comunioni e poi per dimenticanza, malattia, ecc. ne avesse tralasciata anche una sola, deve incominciare da capo)
3. Ogni primo venerdì del mese (la pratica si può iniziare in qualsiasi mese dell'anno).